# 柳町 (苫小牧市)
柳町（やなぎちょう）は、北海道苫小牧市にある町名。
現行行政地名は柳町一丁目から柳町四丁目。住居表示実施済み。

## 概要
正式な読み方は「やなぎちょう」だが、「やなぎまち」とも読む。

## 地理
苫小牧市の東部に位置する。国道36号線沿いに商業施設が集積しており、三丁目の範囲はイオンモール苫小牧が占めている。一丁目と二丁目は企業が多く立地しており、住宅は四丁目に集中している。

## 歴史
1989年10月1日、住居表示実施に伴い、字明野の一部を分離し、柳町一丁目から柳町四丁目を設置。かつてヤチヤナギの多いところであったことから命名された。
明野新町、明野元町、新開町とともに住居表示を実施し、字明野の地名は消滅した。

## 世帯数と人口
2024年（令和6年）10月末現在の世帯数と人口は以下の通りである。
| 町丁       | 世帯数 | 人口 |
| ---------- | ------ | ---- |
| 柳町一丁目 | 3      | 6    |
| 柳町二丁目 | 0      | 0    |
| 柳町三丁目 | 0      | 0    |
| 柳町四丁目 | 806    | 1432 |
| 計         | 809    | 1438 |

## 小・中学校の学区
市立小・中学校に通う場合、学区は以下の通りとなる。
|      | 小学校               | 中学校               |
| ---- | -------------------- | -------------------- |
| 全域 | 苫小牧市立明野小学校 | 苫小牧市立明野中学校 |

## 交通

### 道路
- 国道36号線

### バス
- 都市間バスは、札幌行きの北海道中央バス「高速とまこまい号」、道南バス「高速ハスカップ号」、えりも行きのジェイ・アール北海道バス「特急とまも号」が経由している[10]。
- 郊外路線は、道南バスの新千歳空港、平取、静内行き[11]、あつまバスの厚真行きが経由している[12]。
- そのほか、市内路線を道南バスが運行している[13]。

## 施設

### 施設一覧

#### 公共施設
- 明治天皇行幸跡 御小休所石碑[14]
- 苫小牧市第1学校給食共同調理場

#### 商業・娯楽施設
- 札幌トヨペット苫小牧店
- トヨタカローラ苫小牧とまこまい店
  - U-Car苫小牧店
- 北海道三菱自動車販売苫小牧店
- 日産プリンス札幌販売苫小牧東支店
- ホクレンショップ苫小牧店
- トイザらス苫小牧店
- ニトリ苫小牧店
- ヤマダデンキテックランド苫小牧本店
- スーパースポーツゼビオ苫小牧柳町店
- イオンモール苫小牧
- 王子ゴルフガーデン苫小牧
- HA・RERUタウン
  - プロノ苫小牧東店[15]
- なごみの湯
- オートバックス苫小牧店
- 羅魅陀
- 甚べい やなぎ町店
- 車検のコバック 苫小牧柳町店
- イートアップ苫小牧本店
- スーパーセンタートライアル苫小牧東店

#### 企業
- トヨタカローラ苫小牧 本社
- 北海道マイホームセンター 苫小牧会場
- 上組苫小牧支店
- 阿部商事
- 松岡満運輸苫小牧主管支店 
  - 苫小牧支店
- ほくしょう運輸
- ベルコシティーホール苫小牧東
- ライフ工業

#### 宗教施設
- 立正佼成会苫小牧教会

### 過去に存在した施設

#### 医療機関
- 社会医療法人こぶし柳町診療所（2024年1月26日閉院[16]）

## その他

### 日本郵便
- 郵便番号: 053-0053[2]（集配局：苫小牧郵便局[17]）。

### 警察
管轄する警察署、交番・派出所は以下の通りである。
| 丁目・字 | 警察署       | 交番・派出所 |
| -------- | ------------ | ------------ |
| 全域     | 苫小牧警察署 | 美園交番     |